# Wuxi Suning Plaza 1
Le Wuxi Suning Plaza 1 est un gratte-ciel de Wuxi, en République populaire de Chine. Achevé en 2014, il mesure 328 mètres de haut et compte 68 étages. C'est le deuxième plus haut immeuble de Wuxi.
L'architecte est l'agence américaine RTKL